# José de Meijer

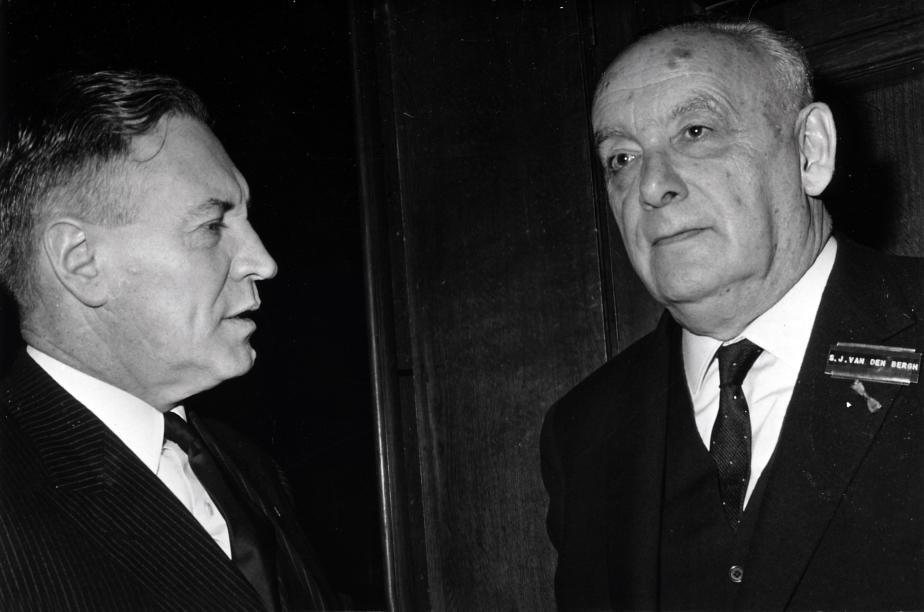
José de Meijer (links) im Gespräch mit dem ehemaligen Verteidigungsminister Sidney J. van den Bergh (1965)

Joseph „José“ François Gustave Marie de Meijer  (* 3. Mai 1915 in Terneuzen, Provinz Zeeland; † 23. Oktober 2000 in Zeist, Provinz Utrecht) war ein niederländischer Politiker der Katholieke Volkspartij (KVP) sowie zuletzt des Christen-Democratisch Appèl (CDA), der unter anderem Staatssekretär und Mitglied der Zweiten Kammer der Generalstaaten war.

## Leben

### Studium und berufliche Laufbahn
De Meijer absolvierte nach dem Besuch der Handelsschule Antwerpen zwischen September 1933 und dem 22. Februar 1939 ein Studium der Wirtschaftswissenschaften an der Katholischen Wirtschaftshochschule Tilburg sowie Studienaufenthalte in London und Paris. Anschließend begann er seine berufliche Laufbahn als Sekretär im Zentralen Rohstoffbüro des Kriegsministeriums und war danach seit 1940 Vorstandssekretär der Königlichen Verpackungsindustrie Van Leer in Amsterdam, New York City und Curaçao. Während dieser Zeit legte er am 16. November 1945 seine Promotion zum Doktor der Wirtschaftswissenschaften an der Katholischen Wirtschaftshochschule Tilburg mit einer Dissertation zum Thema Aspecten der Nederlandse IJzer- en Staalproduktie voor de industrie ab.
Nach Ende des Zweiten Weltkrieges war er bis 1956 Vorstandsmitglied des Verpackungsunternehmens Van Leer und dort für westliche Wirtschaftsmärkte verantwortlich sowie danach zwischen 1956 und 1963 als Unternehmensberater tätig. In dieser Zeit begann er auch seine politische Laufbahn in der Katholieke Volkspartij (KVP) und war seit 1952 Mitglied von deren Parteirat sowie Vize-Vorsitzender der Sozial-Ökonomischen Kommission. Daneben engagierte er sich bis 1963 als Mitglied des Stiftungsrates der Katholischen Wirtschaftshochschule Tilburg, des Vorstandes der Sint Radboud-Stichting sowie des Akademischen Rates.

### Staatssekretär und Mitglied der Zweiten Kammer der Generalstaaten
Am 15. November 1963 wurde de Meijer von Ministerpräsident Victor Marijnen zum Staatssekretär für Beschäftigung, Arbeitsschutz, Unternehmensräte und öffentlichrechtliche Betriebsorganisation im Ministerium für Soziales und Volksgesundheit (Ministerie van Sociale Zaken en Volksgezondheid) ernannt. Diese Funktion bekleidete er auch in der darauf folgenden Regierung von Jo Cals sowie dem Kabinett von Ministerpräsident Jelle Zijlstra bis zum 5. April 1967. Im Anschluss wurde er am 17. April 1967 mit dem Ritterkreuz des Orden von Oranien-Nassau geehrt.
Kurz seinem Ausscheiden aus der Regierung wurde er am 23. Februar 1967 Mitglied der Zweiten Kammer der Generalstaaten und vertrat in dieser bis zum 10. Mai 1971 die Interessen der Katholieke Volkspartij.
Anschließend war de Meijer seit 1971 Vorsitzender des Aufsichtsrates des See- und Straßentransportunternehmens Verbrugge de Meijer sowie Mitglied der Seehafen-, Verkehrs- und Wasserstraßenberatungskommission.

## Veröffentlichungen
- Aspecten der Nederlandse IJzer- en Staalproduktie voor de industrie, Dissertation, 1945